# Peter Cárdenas Schulte
Peter Cárdenas Schulte (genannt Alejandro) war einer der Führer der peruanischen Organisation Movimiento Revolucionario Túpac Amaru (MRTA).
Schulte war bis zu seiner Verhaftung einer der meistgesuchten Terroristen Lateinamerikas und saß von 1992 bis 2015 in einem peruanischen Hochsicherheitstrakt. Bei der Besetzung der Japanischen Botschaft 1996 durch das MRTA Commando Edgar Sanchez war die Befreiung Peter Cárdenas Schultes eine der ersten Hauptforderungen.

## Film
Schulte nahm brieflichen Kontakt zu seinem Sohn Alejandro Cárdenas-A. auf, der daraufhin den 2005 veröffentlichten Dokumentarfilm Alias Alejandro über seinen Vater zu drehen begann. Der Film endet mit einem Besuch beim Vater im Gefängnis und ist im Stile eines Roadmovies gedreht. Der Film war Abschlussarbeit an der Deutschen Film- und Fernsehakademie Berlin (dffb), der Regisseur erhielt im Jahr 2006 das Eberhard-Fechner-Förderstipendium der VG Bild-Kunst.